# Akasz
Akasz (arab. عكش) – miejscowość w Syrii, w muhafazie Hama. W 2004 roku liczyła 1167 mieszkańców.